# توماس گوستافسون (موسیقیدان)
توماس گوستافسون (انگلیسی: Thomas G:son؛ زادهٔ ۲۵ فوریهٔ ۱۹۶۸) ترانه‌پرداز، و آهنگساز اهل سوئد است. وی از سال ۱۹۹۸ میلادی تاکنون مشغول فعالیت بوده است.